# كات بانيارد
كات بانيارد (مواليد 1982) كاتبة بريطانية وناشطة ضد عدم المساواة الجنسية. هي المؤسس المشارك ومدير «يو كي النسوية». في عام 2010، وصفت كيرا كوكران، التي كتبت في صحيفة الغارديان، بانيارد بأنها «الناشطة النسائية الشابة الأكثر نفوذاً في المملكة المتحدة».

## حياتها المهنية
أثناء وجودها في الجامعة في شيفيلد، أنشأت بانيارد في عام 2004 مؤتمرات FEM، وهو مؤتمر مصمم للجمع بين مجموعة من مجموعات الحملات والنشطاء العاملين على المساواة بين الجنسين لبناء الاتصالات، وكذلك تثقيف الناس حول التمييز بين الجنسين. في ملف شخصي مع الأوبزرفر، قالت بانيارد إنها أقامت المؤتمر لأنها «أرادت أن تكون قادرة على الذهاب إلى مكان ما لتكون مصدر إلهام ولم يكن هناك أي شيء مثل ذلك». عملت بانيارد في جمعية فوسيت حتى عام 2010 كمسؤول الحملات.